# 女童軍

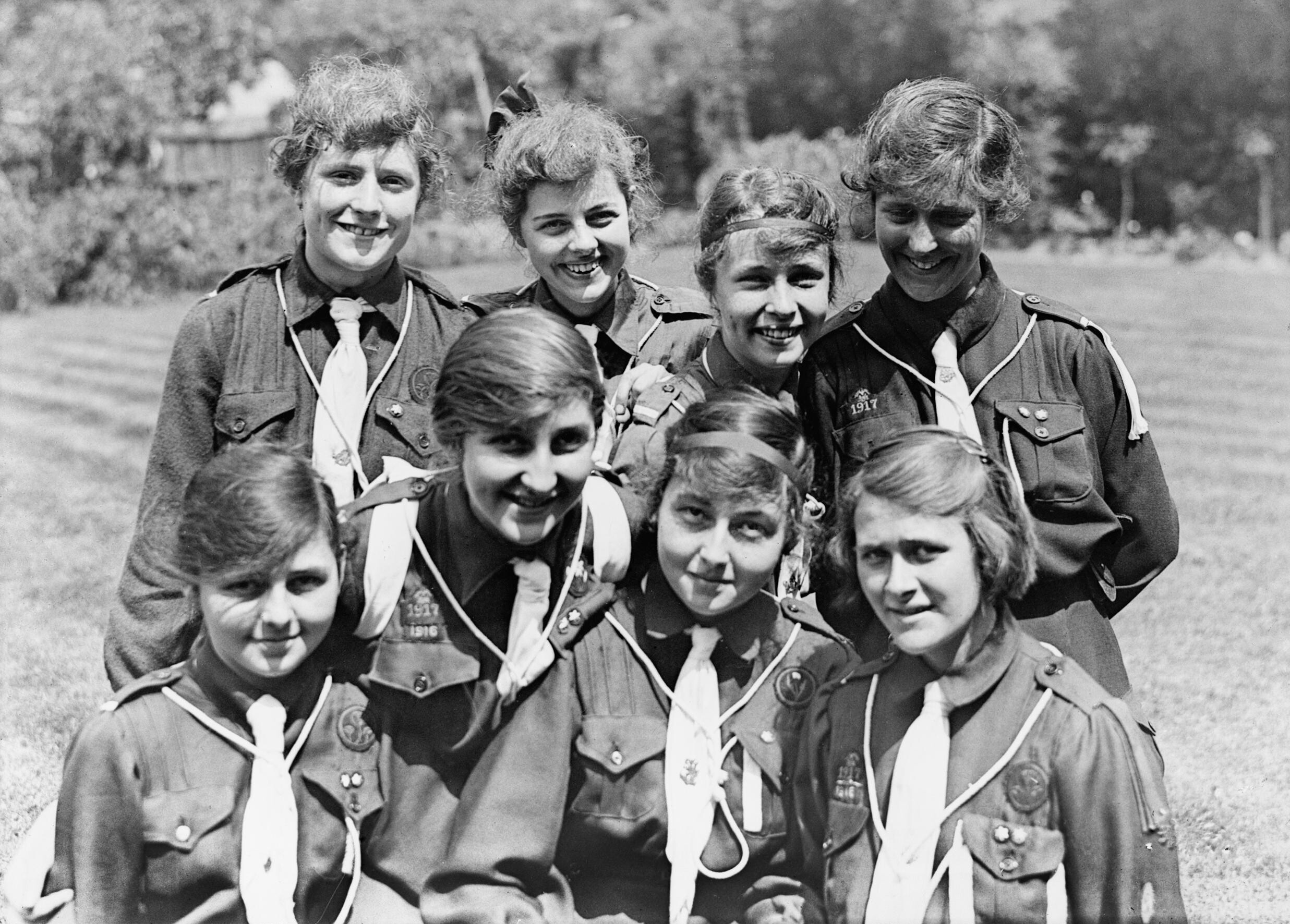
英國的女童軍團，1918年

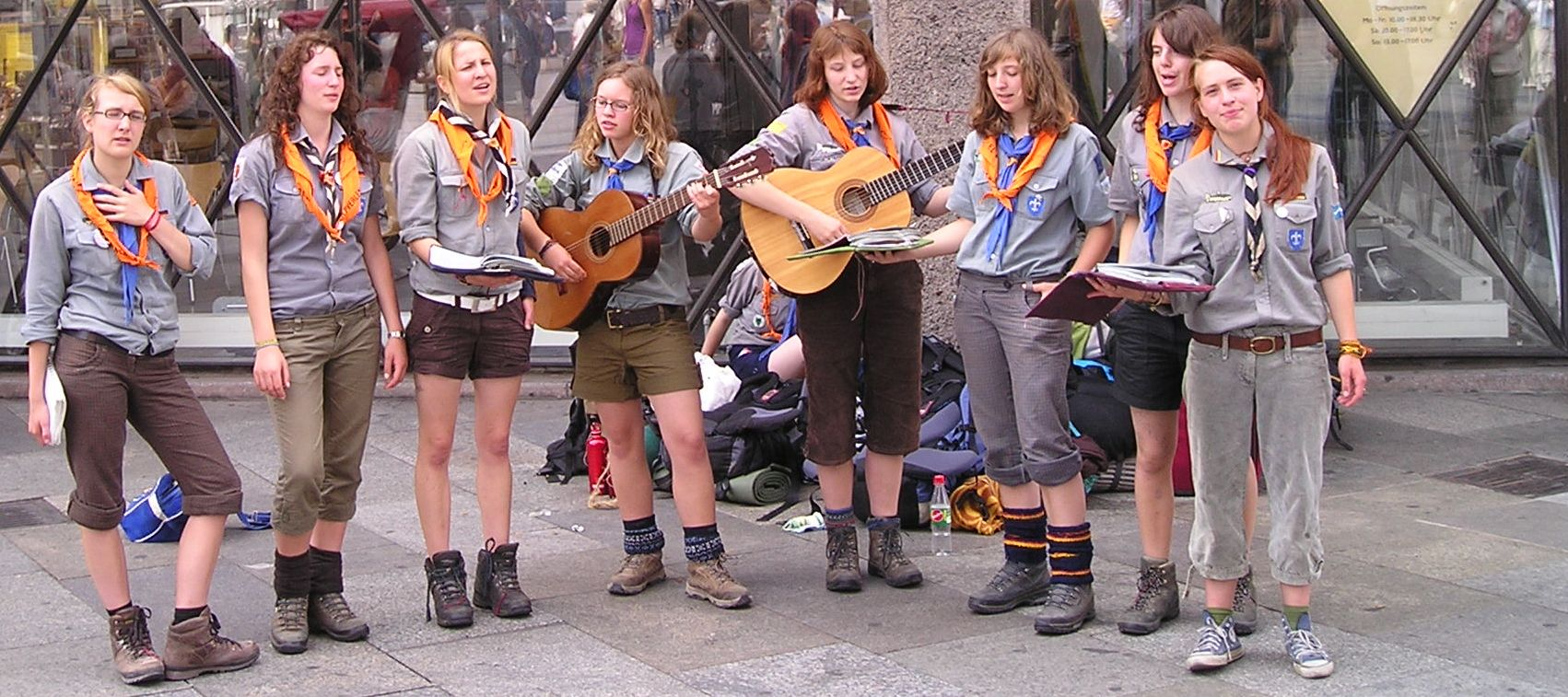
德國正在唱歌的女童軍，2007年

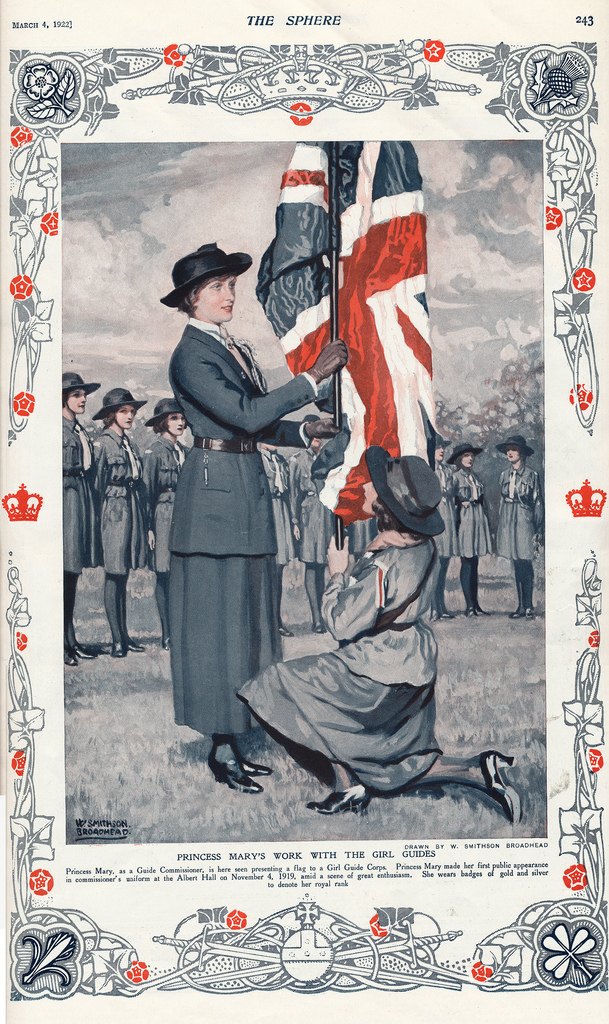
瑪麗公主與女童軍，1922年

女童軍或女童軍活動（英語：Girl Guides and Girl Scouts）是一種童軍運動，原本只服務女孩或婦女，其組織橫跨各國童軍總會。這些組織早在1908年就開始發展，當時的女孩們希望或要求參與具草根性質的「男性」童軍運動。
在全球不同地區，女童軍活動已發展出各種不同的方式。在部分地區，女性開始或嘗試參與童軍組織。在其他地區，女童軍組織則是開始或稍後開放男性加入，或是與男性童軍組織合併。
1928年，世界女童軍總會成立，共145個國家擁有其成員組織。2010至2012年，世界女童軍總會以3年時間慶祝女童軍活動成立100週年。目前在全球各地，女童軍成員共計超過1,000萬名。

## 單一性別使命
關於女童軍活動是否應該要與男性童軍計畫達成一致，已經有許多討論。即使許多女孩可以觀察到男孩在做什麼，並且想要這樣做，女童軍組織仍然試圖避免複製或模仿男孩的活動。2012年就任英國女童軍行政總領袖，以及2007年發起家庭計劃協會（Family Planning Association）的朱莉·本特利，在《泰晤士報》的專訪中，描述女童軍為「極端的女性主義組織」。即使絕大多數童軍組織已實施性別混合，女童軍活動仍然在多數國家持續獨立，並提供以女性為中心的計畫。舉例來說，1976年，英國童軍總會於冒險童軍計畫引入性別混合制度，1991年則延伸至所有年齡層，2007年成為男女混合的組織。而英國女童軍則仍維持只限女性加入的制度。對於跨性別女孩，女童軍運動可允許加入，而成年的跨性別女性可允許成為服務員。